# Tuffi ai campionati mondiali di nuoto 2023 - Squadra mista
La gara dei tuffi a squadre dei campionati mondiali di nuoto 2023 è stata disputata il 19 luglio 2023 presso la Piscina della Prefettura di Fukuoka di Fukuoka.
La gara si è svolta a partire dalle ore 18:00 e vi hanno preso parte 14 rappresentative nazionali composte da 4 o 3 tuffatori.
La competizione è stata vinta dalla Cina, mentre l'argento e il bronzo sono andati rispettivamente ai Messico e Germania.

## Risultati
| Class   | Nazione       | Tuffatori                                                                            | Punti  |
| ------- | ------------- | ------------------------------------------------------------------------------------ | ------ |
| Oro     | Cina          | Bai Yuming Zheng Jiuyuan Si Yajie Zhang Minjie                                       | 489.65 |
| Argento | Messico       | Gabriela Agúndez Jahir Ocampo Randal Willars Aranza Vázquez                          | 455.35 |
| Bronzo  | Germania      | Timo Barthel Lena Hentschel Christina Wassen Moritz Wesemann                         | 432.15 |
| 4       | Australia     | Nikita Hains Maddison Keeney Cassiel Rousseau Li Shixin                              | 426.15 |
| 5       | Stati Uniti   | Krysta Palmer Jack Ryan Jessica Parratto Jordan Rzepka                               | 421.40 |
| 6       | Spagna        | Rocío Velázquez Alberto Arévalo Carlos Camacho Valeria Antolino                      | 400.00 |
| 7       | Italia        | Sarah Jodoin Di Maria Lorenzo Marsaglia Chiara Pellacani Eduard Timbretti Gugiu      | 365.85 |
| 8       | Corea del Sud | Kim Su-ji Yi Jae-gyeong Cho Eun-bi Kim Yeong-taek                                    | 345.60 |
| 9       | Cuba          | Anisley García Carlos Escalona Prisis Ruiz Carlos Ramos                              | 341.50 |
| 10      | Malaysia      | Nur Eilisha Rania Muhammad Abrar Raj Kimberly Bong Jeilson Jabillin Hanis Jaya Surya | 320.00 |
| 11      | Brasile       | Luana Lira Ingrid Oliveira Isaac Souza Rafael Fogaça                                 | 298.70 |
| 12      | Indonesia     | Andriyan Gladies Lariesa Garina Haga Adityo Restu Putra                              | 274.00 |
| 13      | Nuova Zelanda | Mikali Dawson Anton Down-Jenkins Elizabeth Roussel Luke Sipkes                       | 270.90 |
| 14      | Macao         | Choi Sut Kuan He Heung Wing Lo Ka Wai Zhang Hoi                                      | 225.75 |